# Arthur Polzer-Hoditz

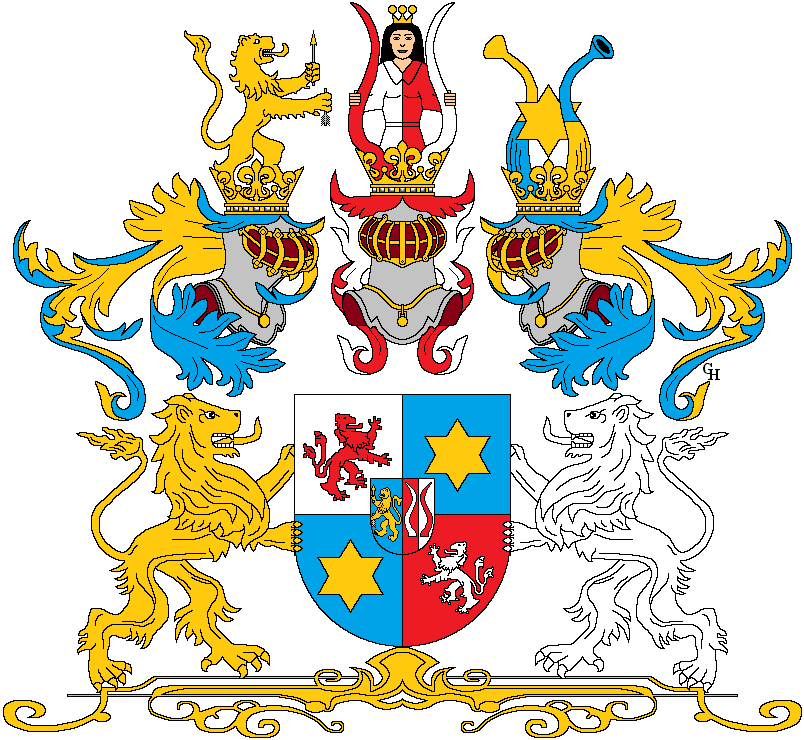
Wappen der Grafen Polzer-Hoditz und Wolframitz, 1917.

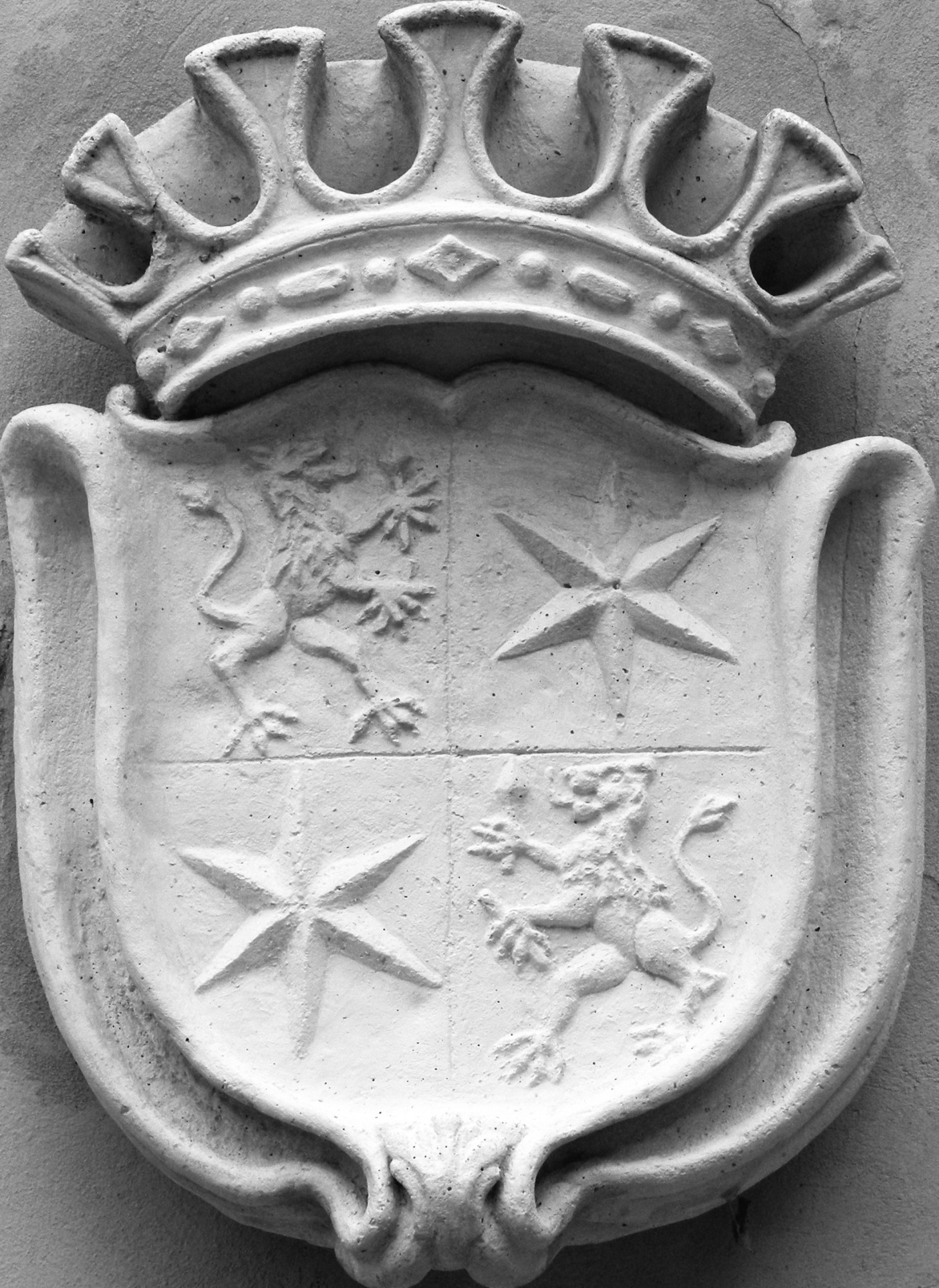
Arthur Polzer-Hoditz' Wappen an Schloss Modra bei Pressburg, heute Slowakei, 1912–1922 in seinem Eigentum

Art(h)ur Polzer-Hoditz (* 2. August 1870 in Lemberg, Kronland Galizien, Österreich-Ungarn; † 24. Juli 1945 in Baden bei Wien, Niederösterreich) war Kanzleidirektor des Herrenhauses des Reichsrats in Cisleithanien und 1917 Kabinettsdirektor von Kaiser Karl I. Er wurde als Ritter von Polzer geboren, hieß nach 1914 auf Grund einer Adoption Ritter von Polzer-Hoditz und Wolframitz und nach Rangerhöhung vom 11. Oktober 1917 bis zur Wirksamkeit des Adelsaufhebungsgesetzes am 10. April 1919 Graf von Polzer-Hoditz und Wolframitz. Sein Vorname wurde in amtlichen Veröffentlichungen 1918 ohne "h" geschrieben.

## Leben
Artur Ritter von Polzer wurde als Sohn von Maria Christine Reichsgräfin von Hoditz und Wolframitz (1847–1924) und des Beamten Julius Ritter von Polzer (1834–1912) geboren. Ludwig Ritter von Polzer (1869–1945) war sein Bruder. Im Ersten Weltkrieg adoptierte Maria Christines Schwester Mathilde von Hoditz und Wolframitz († 1932) die Kinder des Paares, wodurch diese den Namen Ritter von Polzer-Hoditz und Wolframitz  erhielten.
Polzer studierte an der Universität Graz Jus und wurde 1893 zum Doktor juris promoviert. Er wurde vorerst in der Steiermark Verwaltungsbeamter, gelangte aber 1897 ins k.k. Ministerium des Innern und 1900 ins k.k. Ministerium für Kultus und Unterricht. Er war von 1904 an, vorerst nebenberuflich, einer der drei Schriftführer im Herrenhaus und wurde 1910 mit dem Titel Hofrat zum Kanzleidirektor des Herrenhauses befördert.
1905 hielt sich Polzer mit dem späteren Kaiser Karl I. in Brixen auf, wo dieser von Kaiser Franz Joseph I. per Brief die Verleihungsurkunde und die Insignien des Ordens vom Goldenen Vlies, des Hausordens der Dynastie, erhielt. Gemeinsam studierten sie dann die altfranzösischen Statuten des Ordens. Wenig später war Polzer damit befasst, das Programm für die weitere Ausbildung des Erzherzogs zu entwerfen. 1906 besuchte Polzer den Erzherzog auf seinen Wunsch auf dem Hradschin in Prag.
Am 21. November 1916 gelangte Erzherzog Karl Franz Joseph mit dem Tod Franz Josephs I. als Karl I./IV. auf den Thron. Polzer zählte zu jenen, die Karl erfolglos davon abrieten, den ungarischen Krönungseid sofort zu leisten, bevor wichtige staatsrechtliche Fragen geklärt waren. Karl I. betraute  Polzer am 7. Februar 1917 (in der Nachfolge von Franz Freiherr von Schießl-Perstorff, 1844–1932, der seit 1900 Kabinettsdirektor gewesen war) mit dem Rang eines Sektionschefs mit der Leitung seiner Kabinettskanzlei; Polzer wurde bald auch Geheimer Rat. Er begleitete nun den Kaiser auf Reisen in die Frontgebiete und andere Teile der Doppelmonarchie (Franz Joseph I. hatte seit Kriegsbeginn Wien nicht mehr verlassen). Er forderte im Frühjahr 1917 ein kaiserliches Manifest über die innere Autonomie der Volksstämme Cisleithaniens, das allerdings, viel zu spät, als so genanntes Völkermanifest erst im Herbst 1918 erlassen wurde.
Am 1. Juni 1917 wurde Polzer vom Kaiser beauftragt, die Akten der Hochverratsprozesse gegen Tschechen zu prüfen; der Monarch erließ auf Grund des Ergebnisses dieser Prüfung (tendenziöse Verfahren, Urteile ohne ausreichende Beweise) am 2. Juli 1917 (ohne Außenminister Czernin oder das Armeeoberkommando vorher zu informieren)  eine weitgehende Amnestie.
Ende Juni 1917 lehnte Polzer das Angebot des Kaisers ab, ihn zum k.k. Ministerpräsidenten zu ernennen. Karl I. erhob Polzer im Herbst 1917 in den Grafenstand (siehe hier). Gordon Brook-Shepherd analysierte 50 Jahre später, Polzer habe gemeinsam mit k.k. Ministerpräsident Graf Heinrich Clam-Martinic, Außenminister Ottokar Graf Czernin und Generalstabschef Arthur Arz von Straußenburg das innere Quartett, die Basis des neuen Herrschers, gebildet.
Polzer stimmte mit dem Kaiser darin überein, den Volksstämmen der österreichischen Länder der Monarchie möglichst weitgehende Autonomie zu verschaffen und den Krieg möglichst bald zu beenden. Kreise, die dadurch ihren Machtverlust befürchteten, begannen ein Kesseltreiben gegen ihn, das am 25. November 1917 auf Betreiben Czernins in seiner Beurlaubung und am 25. Juli 1918 in der Enthebung durch den Kaiser resultierte. (Sein Nachfolger als Kabinettsdirektor wurde der eben zurückgetretene k.k. Ministerpräsident Ernst Seidler von Feuchtenegg.) Ein wesentliches Argument der Gegner Polzers war, dass er den Kontakt des Kaisers zu Heinrich Lammasch hergestellt hatte, einem Universitätsprofessor und Friedensfreund, der Ende Oktober 1918 der letzte k.k. Ministerpräsident werden sollte.
Am 23. August 1918 wurde Polzer vom Kaiser zum Senatspräsidenten am Verwaltungsgerichtshof ernannt; Ende Oktober zerfiel die Monarchie, Karl I. verzichtete in Österreich am 11. November 1918 auf jeden Anteil an den Staatsgeschäften. Polzer schied Ende 1918, vom neuen Staat Deutschösterreich pensioniert, aus dem Aktivdienst aus. 1929 veröffentlichte er seine Erinnerungen an Karl I., die später auch in Italienisch und Französisch publiziert wurden.
Polzer-Hoditz wollte schon als junger Mann Maler werden. Er kam aber erst nach seiner Pensionierung dazu. Über Google sind Gemälde wie Das Badener Thermalstrandbad (1926), Weissbriach (1941), Rotwild in Waldlichtung (1941), Schwarzwild in Winterlandschaft (1942)  und Hirschbrunft – Ein Oktobermorgen (o. J.) auffindbar.

## Eigene Werke
- Mensch und Staat – eine zeitgemäße Betrachtung, Rikola, Wien 1922
- Kaiser Karl. Aus der Geheimmappe seines Kabinettschefs, Amalthea-Verlag, Wien 1929; 2. Auflage: Amalthea, Zürich 1980
- L'ultimo degli Absburgo: l'imperatore Carlo, Verlag Mondadori, Mailand 1930
- L'Empereur Charles et la mission historique de l'Autriche, Ed. Bernard Grasset, Paris 1934
- Kaiser und König. Ein dramatisches Gedicht., Zoller-Verlag, Wien 1935

## Familie
Polzers Bruder Ludwig Polzer-Hoditz war Gutsbesitzer, Publizist und Anthroposoph. Ein gemeinsamer Vorfahre war Albert Joseph von Hoditz.